# The Only Ones (album)
Az 1978-as The Only Ones a The Only Ones első nagylemeze. Eredetileg nem jelent meg az Egyesült Államokban, az Egyesült Királyságban is csak az 56. helyig jutott a listákon. Ennek ellenére a kritikusok dicsérték. Szerepel az 1001 lemez, amit hallanod kell, mielőtt meghalsz című könyvben.

## Az album dalai
|     | Cím                          | Szerző(k)     | Hossz |
| --- | ---------------------------- | ------------- | ----- |
| 1.  | The Whole of the Law         | Peter Perrett | 2:38  |
| 2.  | Another Girl, Another Planet | Perrett       | 3:02  |
| 3.  | Breaking Down                | Perrett       | 4:52  |
| 4.  | City of Fun                  | Perrett       | 3:32  |
| 5.  | The Beast                    | Perrett       | 5:47  |
| 6.  | Creature of Doom             | Perrett       | 2:35  |
| 7.  | It's the Truth               | Perrett       | 2:07  |
| 8.  | Language Problem             | Perrett       | 2:28  |
| 9.  | No Peace for the Wicked      | Perrett       | 2:51  |
| 10. | The Immortal Story           | Perrett       | 3:57  |

| 11. | Lovers of Today    | Perrett | 3:12 |
| 12. | Peter and the Pets | Perrett | 3:04 |
| 13. | As My Wife Says    | Perrett | 1:53 |

## Közreműködők

### Zenészek
- Mike Kellie – dob
- Alan Mair – basszusgitár
- Peter Perrett – ének, gitár, billentyűk
- John Perry – gitár, billentyűk
- Mick Gallagher és Gordon Edwards – billentyűk
- Raphael & Friends – kürtök
- Koulla Kakoulli – háttérvokál

### Produkció
- Robert Ash, Ed Hollis, Steve Lillywhite, John Burns, Ian Maidman – hangmérnök
- John Dent – keverés

## Fordítás
Ez a szócikk részben vagy egészben a The Only Ones (album) című angol Wikipédia-szócikk ezen változatának fordításán alapul.  Az eredeti cikk szerkesztőit annak laptörténete sorolja fel. Ez a jelzés csupán a megfogalmazás eredetét és a szerzői jogokat jelzi, nem szolgál a cikkben szereplő információk forrásmegjelöléseként.